# Paracalyx
Genre
Paracalyx est un genre de plantes à fleurs dicotylédones de la famille des Fabaceae, sous-famille des Faboideae, originaire d'Afrique et d'Asie qui comprend six espèces acceptées.

## Liste d'espèces
Selon The Plant List (3 octobre 2018) :
- Paracalyx balfouri (Vierh.)Ali
- Paracalyx microphyllus (Chiov.)Ali
- Paracalyx nogalensis (Chiov.)Ali
- Paracalyx scariosus (Roxb.)Ali
- Paracalyx schweinfurthii (R.Wagner & Vierh.)Ali
- Paracalyx somalorum (Vierh.)Ali